# Mo Ostin
Mo Ostin (* 27. März 1927 als Morris Meyer Ostrofsky in New York City; † 31. Juli 2022 in Los Angeles) war ein US-amerikanischer Musikmanager für Musiklabels, der vor allem als Leiter von Warner Bros. Records bekannt wurde.

## Leben
Ostin wuchs in Los Angeles in Kalifornien auf, wo in der Nachbarschaft auch Irving Grantz wohnte. Grantz’ Bruder Norman war Gründer vom Musiklabel Verve Records und vermittelte Ostin im Jahr 1954 eine Arbeitsstelle bei dem Label. Als Frank Sinatra 1960 Capitol Records verließ und sein eigenes Musiklabel Reprise Records gründete, bekam Ostin eine Stelle von ihm als Vize-Präsident. Reprise Records hatte Musiker wie Dean Martin und Sammy Davis Jr. unter Vertrag und als das Label im Jahr 1963 von Warner Bros. Records übernommen wurde, konnte Ostin als erste Künstler The Kinks und 1967 auch Jimi Hendrix unter Vertrag nehmen. Anfang der 1970er Jahre wurde er dann von Warner-Bros.-Leiter Steven Ross zum Vorsitzenden des Labels ernannt.
Unter der Leitung von Ostin konnte Warner Bros. Records Musiker wie beispielsweise Fleetwood Mac, Frank Zappa, Grateful Dead, James Taylor, Joni Mitchell, Neil Young, Paul Simon, Prince, Randy Newman, Ry Cooder, The Beach Boys, The Fugs und Van Morrison verpflichten. Später dann auch noch Tom Petty and the Heartbreakers, R.E.M. und Red Hot Chili Peppers. Nach 32 Jahren verließ Ostin im Jahr 1995 Warner Bros. Records, weil ihm der damals neue Leiter von Warner Robert Morgardo nicht zusagte.
Ende der 1990er Jahre nahm Ostin zusammen mit Lenny Waronker einen Job bei DreamWorks an, wo die beiden unter anderem Randy Newman, Elliott Smith und Rufus Wainwright produzierten. Im Jahr 2003 wurde Ostin in der Kategorie „Non-Performers“ in die Rock and Roll Hall of Fame aufgenommen.
Ostin starb Ende Juli 2022 im Alter von 95 Jahren in seinem Zuhause in Los Angeles.